# Привиди (фільм, 2004)
«Привиди» (фр. Les revenants; інші варіанти перекладу — «Ті, що повернулися», «Вони повернулися») — французька фентезійна драма, поставлена у 2004 році режисером Робеном Кампійо. Стрічка стала першою повнометражною постановкою режисера у кіно. Фільм було адаптовано як серіал для телебачення, перший сезон якого було показано на «Canal+» у 2012 році.

## Синопсис
Життя у невеликому французькому містечку кардинально змінюється після того, як тисячі нещодавно померлих раптом повертаються з могил до своїх рідних і на робочі місця. Вони цілі й неушкоджені та повністю вилікувалися від хвороб і недуг, що стали причиною їхніх смертей. Мертві неагресивні, трохи загальмовані, температура тіла у них на п'ять градусів нижче норми і вони увесь час говорять про своє минуле життя й поводяться як люди. І ще вони увесь час чогось чекають та прагнуть кудись піти, а живій частині людства потрібно знайти розв'язання цієї проблеми. Незабаром мерці все ж йдуть у каналізацію, яка, нібито, веде в якісь підземні катакомби.

## В ролях
| Жеральдін Пайя  | ···· | Рашель                  |
| Жонатан Заккаї  | ···· | Матьє                   |
| Фредерік П'єро  | ···· | Жарде                   |
| Віктор Гаррів'є | ···· | мер міста               |
| Катрін Самі     | ···· | Марта                   |
| Джамел Барек    | ···· | Ішам                    |
| Марі Матерон    | ···· | Веронік                 |
| Сааді Делас     | ···· | Сільван                 |
| Гай Герберт     | ···· | привид у сірому піджаку |
| Катрін Сальвіні | ···· | психолог                |
| Ален Ґійо       | ···· | директор Матьє          |

## Визнання
| Нагороди та номінації фільму «Привиди» | Нагороди та номінації фільму «Привиди»           | Нагороди та номінації фільму «Привиди»                       | Нагороди та номінації фільму «Привиди» | Нагороди та номінації фільму «Привиди» | Нагороди та номінації фільму «Привиди» |
| Рік                                    | Нагорода                                         | Категорія                                                    | Номінант                               | Результат                              |                                        |
| -------------------------------------- | ------------------------------------------------ | ------------------------------------------------------------ | -------------------------------------- | -------------------------------------- | -------------------------------------- |
| 2004                                   | Каталонський міжнародний кінофестиваль в Сітжесі | Найкращий фільм                                              | Привиди                                | Номінація                              |                                        |
| 2004                                   | Кінофестиваль в Салоніках                        | Золотий Александр                                            | Робен Кампійо                          | Номінація                              |                                        |
| 2005                                   | Кінофестиваль Фанташпорту                        | Срібний Ґран-прі за найкращий європейський фентезійний фільм | Робен Кампійо                          | Перемога                               |                                        |
| 2005                                   | Кінофестиваль Фанташпорту                        | Найкращий фільм                                              | Привиди                                | Номінація                              |                                        |
| 2005                                   | Кінофестиваль Фанташпорту                        | Найкращий режисер                                            | Робен Кампійо                          | Перемога                               |                                        |
| 2005                                   | Кінофестиваль в Мар-дель-Плата                   | Найкращий фільм                                              | Привиди                                | Номінація                              |                                        |